# Maaz Ali
Maaz Mahmood Ali (Los Angeles, 16 de maio de 1988) é um dançarino, modelo e ator americano. Ele é mais conhecido por interpretar Kamal em American Horror Story: Delicate.

## Filmografia

### Cinema
| Ano  | Título         | Papel                  | Notas          |
| ---- | -------------- | ---------------------- | -------------- |
| 2014 | Icebox         | Frequentador de festas | Curta-metragem |
| 2017 | Lights         | Homem                  | Curta-metragem |
| 2018 | Jack Wilson    | Jack Wilson            | Curta-metragem |
| 2019 | Just One Night | Barman                 | Curta-metragem |
| 2022 | Expired Ethnic | Parker Smith           | Curta-metragem |
| 2023 | Sultana        | Muizuddin              | Curta-metragem |
| 2024 | Anxious.       | Zaiyyen                |                |
| 2025 | Flight Risk    | Hassan (voz)           |                |

### Televisão
| Ano       | Título                          | Papel             | Notas                     |
| --------- | ------------------------------- | ----------------- | ------------------------- |
| 2017      | Lethal Weapon                   | Patrono descolado | Episódio: "Fools Rush In" |
| 2020-2021 | Hiraeth                         | Adnan             | 3 episódios               |
| 2021      | Mythic Quest                    | Recepcionista     | Episódio: "#YumYum"       |
| 2023-2024 | American Horror Story: Delicate | Kamal             | 9 episódios               |

### Video game
| Ano  | Título                    | Papel                          |
| ---- | ------------------------- | ------------------------------ |
| 2021 | New World                 | Hamza Killic / Saatvik Agrawal |
| 2024 | Call of Duty: Black Ops 6 | Nazir                          |

### Videoclipes
| Ano  | Título | Artista(s) |
| ---- | ------ | ---------- |
| 2014 | G.U.Y. | Lady Gaga  |